# Уртаул
Уртау́л (рос. Уртаул, башк. Уртауыл) — присілок у складі Краснокамського району Башкортостану, Росія. Входить до складу Новоянзігітівської сільської ради.
Населення — 14 осіб (2010; 25 у 2002).
Національний склад:
- башкири — 68 %
- татари — 28 %